# Staog
Staog was het eerste computervirus voor het besturingssysteem Linux. Het virus was ontdekt in 1996, echter is het virus sinds haar ontdekking nooit op het internet aangetroffen.
Ondanks de veiligheidsmaatregelen van Linux, waaronder het wachtwoord te vragen voor aanpassingen die invloed hebben op de stabiliteit en veiligheid van het systeem, kon Staog toch het besturingssysteem infecteren. Het virus werkte door het exploiteren van kwetsbaarheden van de kernel om Terminate and Stay Resident te kunnen zijn. Daarna infecteert het virus uitvoerbare bestanden.
Al snel na de ontdekking zijn er updates uitgebracht om de systemen immuun te maken voor de gebruikte technologie van het virus Staog.